# 마르코 파스콜로
마르코 파스콜로(이탈리아어: Marco Pascolo ˈmarko ˈpaskolo[*], 1966년 5월 9일, 발레 주 시옹 ~)는 스위스의 전직 프로 축구 선수로, 현역 시절 골키퍼로 활약했다. 그는 1990년대와 2000년대초 전성기를 세르베트와 취리히에서 보냈다. 그는 1992년부터 2001년까지 스위스 국가대표팀 일원으로도 활약했는데, 총 55번의 국가대표팀 경기에 출전했다. 그는 현재 시옹의 골키퍼 코치도 맡고 있다.

## 경력
시옹 출신인 파스콜로는 고향 시옹의 축구단에서 1986년부터 프로 선수로 활약하기 시작했다. 그는 시옹에서 1군으로 도약하지 못하고 1989년에 뇌샤텔 샤막스로 이적했다. 그는 샤막스에서의 첫 해에 선수단 순환 출전에 따라 몇 주에 1회꼴로 출전하는데 그쳤지만, 2년차에 들어 기량이 크게 상승해 등번호 1번을 받았다. 그는 1991년에 세르베트로 이적하여 지지자들의 많은 응원을 받았다. 세르베트 입단 얼마 후, 그는 스위스 국가대표팀으로도 차출되었다. 그는 세르베트에서 이룰 수 있는 모든 것을 달성하고 1996년에 세리에 A의 칼리아리에 입단했지만, 1군 주전으로 활약할 기회가 적었다. 그는 이탈리아를 1년 만에 떠나 잉글랜드의 노팅엄 포리스트에 입단했다. 그는 노팅엄에서 더 적은 기회를 잡는데 그쳤고, 1998년에 취리히로 이적하면서 스위스 무대로 복귀했다. 그는 취리히 1군 주전으로 4년 활약한 뒤 2002년에 세르베트로 복귀해 말년을 보냈다.
그는 1992년부터 2001년까지 스위스 국가대표팀에서 활약하며 55번의 경기에 출전했다. 그는 1994년 월드컵 선수 명단에 자신의 이름을 올렸고, 유로 1996에도 참가했다.
그는 은퇴 후 시옹에서 골키퍼 코치를 역임하고 있다.

## 경력 통계
| 시옹            | 1986–87   | 나치오날리가 A | 1   | 0 |
| 시옹            | 1987–88   | 나치오날리가 A | 13  | 0 |
| 시옹            | 1988–89   | 나치오날리가 A | 3   | 1 |
| 시옹            | 합계      | 17             | 1   |   |
| 뇌샤텔 샤막스   | 1989–90   | 나치오날리가 A | 18  | 0 |
| 뇌샤텔 샤막스   | 1990–91   | 나치오날리가 A | 34  | 0 |
| 뇌샤텔 샤막스   | 합계      | 52             | 0   |   |
| 세르베트        | 1991–92   | 나치오날리가 A | 35  | 0 |
| 세르베트        | 1992–93   | 나치오날리가 A | 36  | 0 |
| 세르베트        | 1993–94   | 나치오날리가 A | 35  | 0 |
| 세르베트        | 1994–95   | 나치오날리가 A | 35  | 0 |
| 세르베트        | 1995–96   | 나치오날리가 A | 35  | 0 |
| 세르베트        | 합계      | 176            | 0   |   |
| 칼리아리        | 1996–97   | 세리에 A       | 14  | 0 |
| 노팅엄 포리스트 | 1997–98   | 풋볼 리그 1부  | 5   | 0 |
| 취리히          | 1998–99   | 나치오날리가 A | 12  | 0 |
| 취리히          | 1999–00   | 나치오날리가 A | 34  | 0 |
| 취리히          | 2000–01   | 나치오날리가 A | 34  | 0 |
| 취리히          | 2001–02   | 나치오날리가 A | 35  | 0 |
| 취리히          | 합계      | 115            | 0   |   |
| 세르베트        | 2002–03   | 나치오날리가 A | 27  | 0 |
| 경력 합계       | 경력 합계 | 경력 합계      | 406 | 1 |

## 수상
뇌샤텔 샤막스
- 스위스 슈퍼컵: 1990[2]

취리히
- 스위스컵: 1999–2000[3]